# Lijst van koloniën
Deze lijst van koloniën is een overzicht van koloniën uit het verleden en tegenwoordig. De aangegeven jaartallen geven het begin en het eind van de betreffende kolonisering aan.

## Vroegmoderne geschiedenis (voor 1850 onafhankelijk of verloren)

### Brandenburg
- Groß-Friedrichsburg (nu in Ghana) (1683-1720)

### Frankrijk
- Canada (1608-1763) (aan Verenigd Koninkrijk)
- Louisiana (teruggekregen in 1800, in 1804 verkocht aan de Verenigde Staten)
- Haïti (1804 onafhankelijk)

### Koerland
- Fort Jacob (nu in Gambia) (1651-1663) (veroverd door het VK)
- Tobago (1652-1680) (veroverd door Frankrijk)

### Nederland
- Ceylon (aan het Verenigd Koninkrijk)
- Malaka (aan het Verenigd Koninkrijk)
- Formosa (aan China)
- Mozambique (aan Portugal)
- Réunion (aan Frankrijk)
- Mauritius (aan het Verenigd Koninkrijk)
- Tobago (aan het Verenigd Koninkrijk)
- Kaapprovincie (aan het Verenigd Koninkrijk)
- Nieuw-Amsterdam (aan het Verenigd Koninkrijk)
- Acadië (aan het Verenigd Koninkrijk)

### Portugal
- Brazilië (onafhankelijk 1822)

### Spanje
- Florida (1819, verkocht aan de VS)
- La Plata (1818)
- Nieuw-Granada (1819)
- Nieuw-Spanje (1821)
- Peru (1825)

### Verenigd Koninkrijk
- Connecticut (1783)
- Delaware (1783)
- Georgia (1783)
- Maryland (1783)
- Massachusetts (1783)
- New Hampshire (1783)
- New Jersey (1783)
- New York (1783)
- North Carolina (1783)
- Pennsylvania (1783)
- Rhode Island (1783)
- South Carolina (1783)
- Virginia (1783)

### Zweden
- Nieuw-Zweden (aan Nederland)
- Guadeloupe (1814-1815 aan Frankrijk)

## Imperialistischeperiode (na 1850 onafhankelijk of verloren)

### België
- Belgisch-Congo 1885/1908-1960 (tot 1908 privébezit van de koning)
- Ruanda-Urundi (in 1962 2 onafhankelijke staten).
- Tientsin (1932 aan China teruggegeven)

### Zweden
- Saint-Barthélemy (aan Frankrijk).

### Denemarken
- Deens-West-Indië (1666-1917) (verkocht aan de VS, nu de Amerikaanse Maagdeneilanden)

### Duitse Rijk
- Bismarck-archipel (1884-1919)
- Duits-Oost-Afrika (1885-1919)
- Duits-Zuidwest-Afrika (1884-1919)
- Jiaozhou - (1898-1919) (gepacht)
- Kameroen (1884-1919)
- Carolinen (1899-1919)
- Duitse Marianen (1899-1919)
- Marshalleilanden (1899-1919)
- Keizer Wilhelmsland; het noordelijke deel van Papoea-Nieuw-Guinea (1884-1919)
- Palau (1899-1919)
- Samoa (1899-1919)
- Togo (1884-1919)

### Frankrijk
- Algerije (1830-1962)
- Frans-Equatoriaal-Afrika (1960)
- Frans-Indochina 1862 (1954)
- Frans-West-Afrika (1960)
- Marokko (1953)
- Comoren (1975)

### Italië
- Eritrea (1889-1952) (aan Ethiopië)
- Italiaans -Somaliland (1889-1960)
- Libië (1912-1951)

### Nederland
- Suriname (1621-1975)
- Nederlands-Indië (1596-1945/1949)
- Nederlands-Nieuw-Guinea (1962 (aan Indonesië))

### Portugal
- Angola 1484 (1975)
- Kaapverdië (1455-1975)
- Macau 1557
- Mozambique 1544 (1975)
- Portugees-Guinea (1974)
- Oost-Timor 1610 (1976 door Indonesië bezet)
- Sao Tomé en Principe (1975)

### Rusland
- Alaska (1799-1867) (verkocht aan de VS)

### Spanje
- Spaanse Sahara (1884-1976)
- Rio Muni (1843-1968)
- Spaans-Marokko (1912-1956)
- Spaans-Guinea (1963)

### Verenigd Koninkrijk
- Brits-Indië (1947)
- Brits-Somaliland (1960)
- Gambia (1960)
- Goudkust (1957)
- Nigeria (1960)
- Mauritius (1960)
- Seychellen (1975)
- Sierra Leone (1961)
- Rhodesië (1980)
- Canada
- Australië
- Nieuw-Zeeland

### Verenigde Staten
- Filipijnen (1947)
- Panamakanaalzone (1979)